# Barbara de Radiguès de Chennevière
Jkvr. Barbara Isabelle Réginald Marie Joseph Ghislaine de Radiguès de Chennevière (Brussel, 8 september 1974) is een voormalig Belgisch politica voor Ecolo.

## Biografie
De Radiguès is een telg uit het oud-adellijke geslacht De Radiguès en een dochter van ir. Hervé baron de Radiguès de Chennevière (1943) en jkvr. Katia van de Put.
Ze werd licentiate in de economische en sociale wetenschappen aan de Katholieke Universiteit Leuven. Ze werkte van 1999 tot 2000 bij Turbowinds, een fabrikant van Belgische windmolens. Daarna ging ze van 2000 tot 2002 aan de slag bij de Associatie voor de Promotie van Hernieuwbare Energie (APERe). Na een korte passage bij de Federale Overheidsdienst Energie trok ze naar Groot-Brittannië, waar ze actief was als consultante in de hernieuwbare energie.
Na haar terugkeer in België was De Radiguès in 2003 medestichter van het consultancybedrijf Atanor, dat via onder andere burgerpanels bezighoudt met thema's als ruimtelijke ordening, voedselveiligheid, de toekomst van nucleair afval en de organisatie van onderwijs en mobiliteit. Van 2014 tot 2017 was ze werkzaam bij de coöperatie JobYourself, die werkzoekenden en klanten bij het OCMW ondersteunt bij de ontwikkeling van ondernemersprojecten.
Ze engageerde zich eveneens in de politiek. In 2007 werd ze lid van Ecolo. Ze was coördinatrice van de partijafdeling in Sint-Gillis, waar ze van 2012 tot 2018 gemeenteraadslid was. In 2018 werd ze co-voorzitster van de Ecolo-afdeling van Brussel.
Op 26 mei 2019 werd De Radiguès verkozen tot lid van het Brussels Hoofdstedelijk Parlement. In september 2019 was ze ook enkele weken lid van het Parlement van de Franse Gemeenschap in opvolging van Barbara Trachte, die staatssecretaris in de Brusselse Hoofdstedelijke Regering werd. In december 2021 nam De Radiguès ontslag uit haar functie als parlementslid om zich te richten op het opstarten van een aantal ondernemingsprojecten.